# Аттокс, Криспус
Криспус Аттокс (англ. Crispus Attucks; ок. 1723, Фреймингхем, Массачусетс - 5 марта 1770, Бостон) – американский чернокожий моряк, китобой и докер, которого обычно считают первым человеком, убитым в Бостонской резне, первым патриотом-мучеником, убитым во время Американской революции. Заметная фигура в афроамериканской истории.
Историки расходятся во мнениях относительно того, был ли он свободным человеком или беглым рабом, но большинство согласны с тем, что он был коренным американцем африканско-индейского происхождения.  Бостонцы считали его представителем смешанной национальности. Согласно сообщению того времени в Pennsylvania Gazette , он был «мулатом по имени Криспус Аттакс, который родился во Фрамингеме, недолго жил в Нью-Провиденсе, перед тем, как отправиться в Северную Каролину».
Аттакс стал иконой аболиционистского движения в середине XIX века. Сторонники движения за отмену смертной казни хвалили его за героическую роль в истории Соединённых Штатов.

## Память
- В 1858 году Аболиционисты Бостона учреждили День Криспуса Аттакса в память о нём.
- в 1998 году Министерство финансов США выпустило памятную монету «Черные патриоты войны за независимость» с изображением Аттакса на аверсе. Доходы от продажи монеты были предназначены для возведения военного мемориала чернокожим африканцам, павшим во время американской революции.
- в 2002 году афроцентрист и писатель Молефи Кете Асанте включил его в ТОП-100 величайших афроамериканцев.
- в его честь названы средняя школа в Индианаполисе,  в Саннисайде, в Канзас-Сити, Театр в Норфолке , Криспус Аттакс-роуд в Спринг-Вэлли[англ.] и Центр Криспуса Аттакса в Дорчестере .